# Liguria

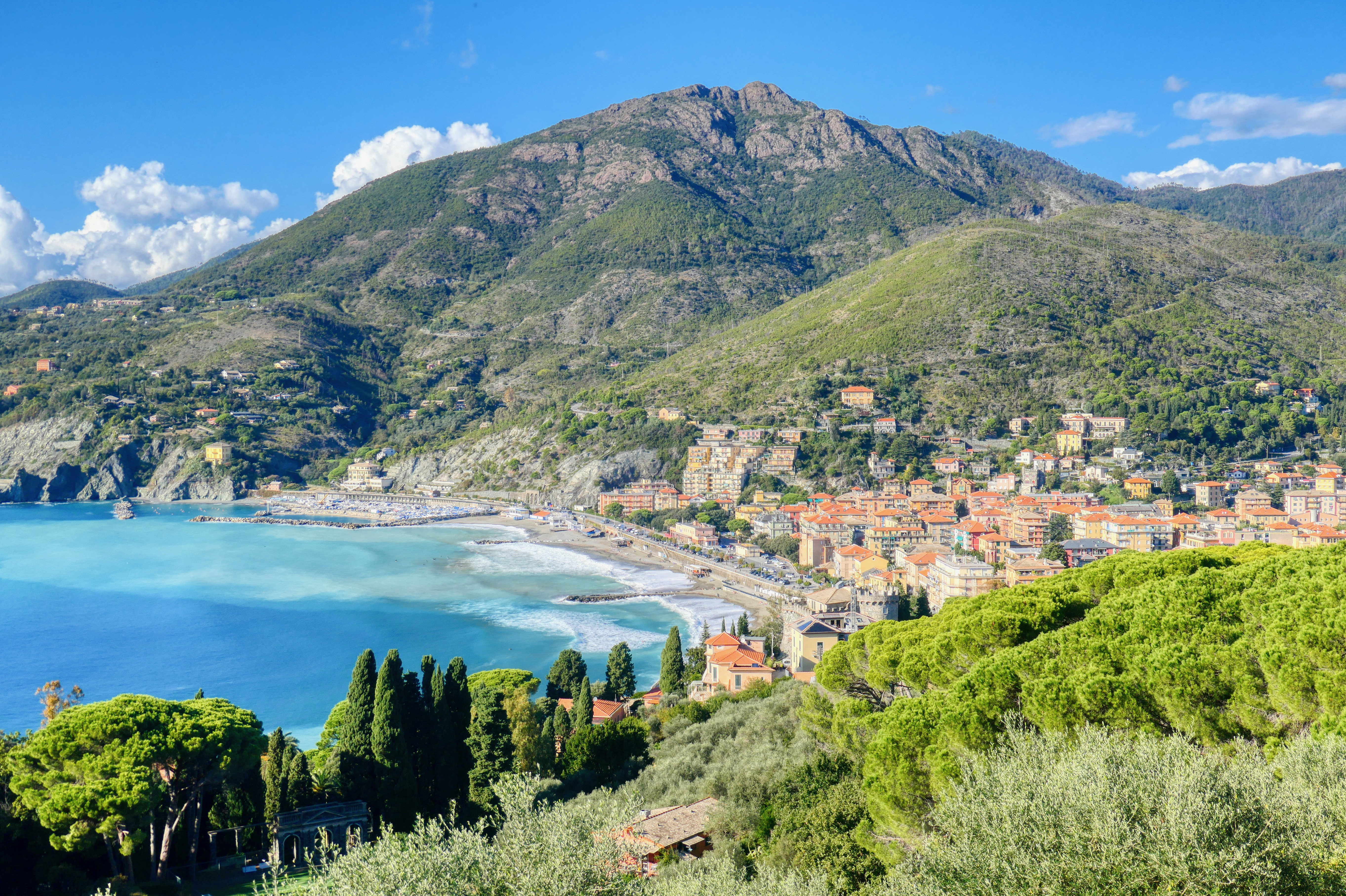
Krajobraz Cinque Terre, regionu położonego we wschodniej Ligurii i wpisanego na listę światowego dziedzictwa UNESCO.

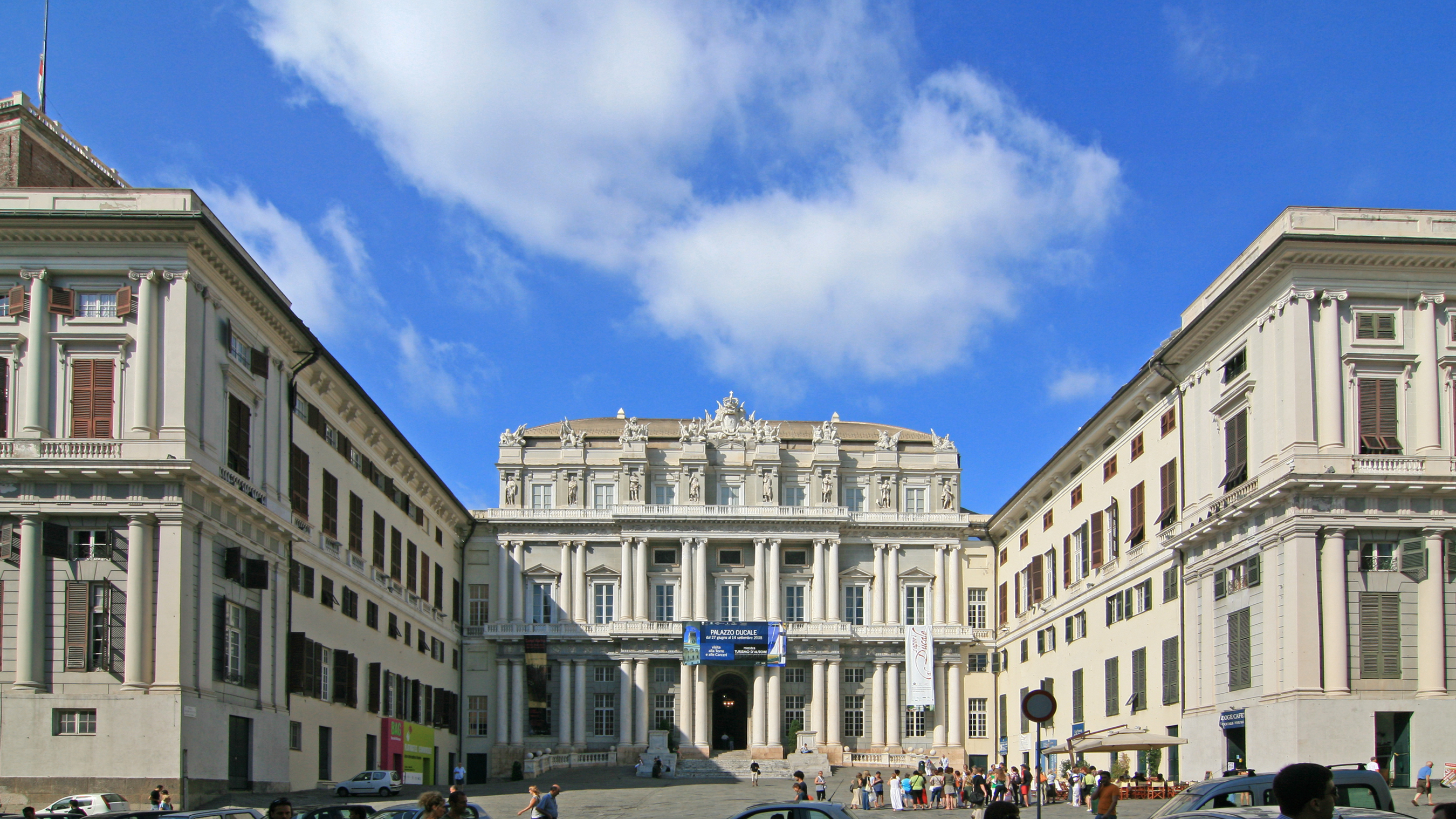
Pałac dożów Genui, siedziba władz istniejącej 800 lat Republiki Genueńskiej

Liguria – region administracyjny oraz kraina historyczna w północno-zachodnich Włoszech. Region zajmuje powierzchnię 5416 km² i liczy 1,7 miliona mieszkańców, a jego stolicą jest Genua (727 000 mieszkańców) – największy port Włoch. Gęstość zaludnienia 325 osób na km². 
W skład Ligurii wchodzą 4 jednostki administracyjne niższego rzędu: Miasto metropolitalne Genua (do roku 2014 
prowincja Genua) oraz prowincje La Spezia, Savona i Imperia.

## Geografia
Region obejmuje łukowato wygięty, wąski pas wybrzeża od granicy z Francją na zachodzie po Toskanię na wschodzie. Od południa oblany jest przez wody Morza Liguryjskiego, w środkowej części tworzącego Zatokę Genueńską. Północna granica biegnie wzdłuż pasm górskich Alp Liguryjskich i Apeninu Liguryjskiego, gdzie region graniczy z Piemontem i Emilią-Romanią. Wybrzeże liguryjskie to znany region turystyczny, zwany Włoską Riwierą.

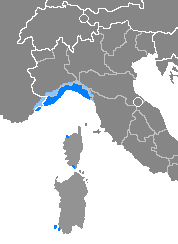
Język liguryjski (współczesny).

### Główne porty
- Genua
- Savona
- La Spezia
- Imperia

## Historia
W starożytności obszar ten zamieszkiwały plemiona Ligurów, które następnie (187–180 r. p.n.e.) zostały podbite  przez rozrastającą się republikę rzymską. Za Cezara Augusta stała się Liguria jednym z regionów Italii, choć wówczas jej granice sięgały dalej na północ i zachód niż obecnie. Po upadku Cesarstwa Rzymskiego dzieliła losy Italii będąc kolejno pod panowaniem Ostrogotów (od roku 493), Longobardów (od 643) i Franków (od 774). Od roku 962 znalazła się w obrębie niemieckiego Świętego Cesarstwa Rzymskiego, ale słabnąca kontrola zaalpejskich władców pozwoliła włoskim miastom na rosnącą niezależność. 
W XI wieku powstała Republika Genui, która stała się jedną ze średniowiecznych potęg handlowych na Morzu Śródziemnym i opanowała całe wybrzeże liguryjskie. Granice lądowe republiki stały się podstawą granic dzisiejszego regionu administracyjnego. Republika przetrwała do czasu wojen rewolucyjnych, w wyniku których Liguria, jak i większość Północnych Włoch znalazły się pod panowaniem francuskim (1797).
Po Kongresie wiedeńskim (1815) ziemie dawnej Republiki Genui przypadły Królestwu Sardynii stanowiąc jedną z prowincji tego państwa. W 1860 Liguria weszła wraz z resztą ziem włoskich w skład zjednoczonego Królestwa Włoch.

## Prezydenci Ligurii
- 1970–1975: Gianni Dagnino (DC)
- 1975–1975: Giorgio Verda (DC)
- 1975–1979: Angelo Carossino (PCI)
- 1979–1980: Armando Magliotto (PCI)
- 1980–1981: Giovanni Persico (PRI)
- 1981–1983: Alberto Teardo (PSI)
- 1983–1990: Rinaldo Magnani (PSI)
- 1990–1990: Renzo Muratore (PSI)
- 1990–1992: Giacomo Gualco (DC)
- 1992–1994: Edmondo Ferrero (DC/PPI)
- 1994–2000: Giancarlo Mori (PPI)
- 2000–2005: Sandro Biasotti (FI)
- 2005-2015: Claudio Burlando (PD)[3]
- od 2015: Giovanni Toti (FI)